# پرولتاریا

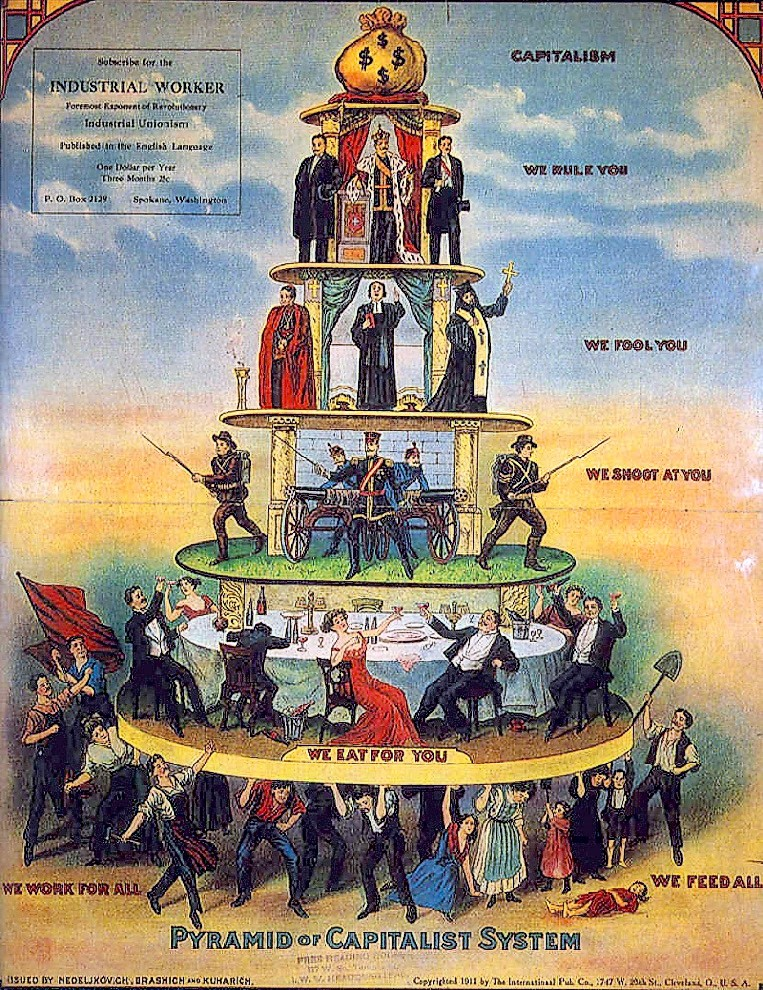
یک نشریه صنعتی کارگر در سال ۱۹۱۱ پرولتاریا «برای همه کار می‌کند» و «همه را تغذیه می‌کند».

پرولِتاریا (تلفظ /pʁɔ.le.ta. ʁja/ از واژهٔ لاتین proletarius، به معنای فرزندمند، از Proles به معنای فرزند) (انگلیسی: Proletariat) طبقه اجتماعی از مزدبگیران که تنها ارزش اقتصادی کشور محسوب می‌شود اولین بار در امپراتوری روم، در سال ۲۷ پیش از میلاد، پدیدار شد. در آن زمان به موجب قانون، زمین‌داران و دیگر طبقات می‌بایست با پرداخت مالیات یا خدمت سربازی به دولت خدمت کنند؛ و آنانی هم که چیزی نداشتند تا به دولت بپردازند، می‌بایست فرزندان خود را به خدمت دولت بفرستند.
طبقه‌ی پرولتاریا شامل چندین گروه اجتماعی نظیر پرولتاریای صنعتی، پرولتاریای دهقانی و.... می‌گردد و به عبارتی چندین بخش از اجتماع عضوی از این طبقه هستند و همچنین برخی از نظریه پردازان مارکسیست آماده بودند که خرده بورژوازی را وارد پرولتاریا بکنند؛ و نیز گفته می گردد که کیم ایل سونگ بورژوازی ملی راهم جزوی از پرولتاریا می‌دانست.

## واژه
این کلمه در سدهٔ دوم میلادی ناپدید شد و در سده‌های پانزدهم و شانزدهم به معنای مردمی که زمین خود را از کف داده و تنها با نیروی کار خود زندگی می‌کنند، به کار رفت. اما در سدهٔ نوزدهم مارکس از آن استفاده کرد و حال یکی از مسائل مهم مارکسیسم به‌شمار می‌رود. فلسفه مارکسیستی پرولتاریا را تحت ستم سرمایه‌داری می‌داند، مجبور به پذیرش دستمزدهای ناچیز در ازای استفاده از ابزار تولید، که متعلق به طبقه صاحبان مشاغل، بورژوازی است، می‌شود. مارکس ادعا کرد که این ظلم و ستم به منافع مشترک اقتصادی و سیاسی پرولتاریا می‌بخشد که از مرزهای ملی فراتر رفته و آنها را وادار می‌کند تا متحد شوند و قدرت را از طبقه سرمایه‌دار به دست بگیرند و سرانجام جامعه کمونیستی فارغ از تمایز طبقاتی ایجاد کنند. نویسندگان سوسیالیست دیگر از آن نام بردند مانند سیسموندی، کابه، لویی بلان و پرودون آن را دوباره به کار بردند، و کسی که آن را رواج عام بخشید یک نویسندهٔ اجتماعی آلمانی به نام لورنتز فن اشتاین (Lorenz von Stein) بود.
مارکس در کتاب «مانیفست کمونیست» (۱۸۴۸) تعریفی از پرولتاریا به دست می‌دهد: «مقصود از پرولتاریا طبقهٔ کارگران مزدور جدیدی است که مالک هیچ وسیلهٔ تولیدی نیست و نیروی کار خود را برای تأمین زندگی می‌فروشد.»

## استفادهٔ مارکس

### استفادهٔ مدرن
در اوایل قرن نوزدهم، بسیاری از دانشمندان لیبرال اروپای غربی - که با علوم اجتماعی و اقتصادی سر و کار داشتند - به شباهت‌های اقتصادی اجتماعی طبقه کارگر صنعتی که به سرعت در حال رشد است و جمعیتش بیشتر می‌شود و پرولتاریای کلاسیک اشاره کردند. یکی از اولین تشبیهات را می‌توان در مقاله ۱۸۰۷ فیلسوف و دانشمند سیاسی فرانسوی فلیسیته روبر دو لامنه یافت. بعداً با عنوان «برده داری مدرن» به انگلیسی ترجمه شد. ژان چارلز لئونارد دو سیسموندی اقتصاددان و مورخ لیبرال سوئیسی اولین کسی بود که اصطلاح پرولتاریا را برای طبقه کارگر ایجاد شده در سرمایه‌داری بکار برد و کارل مارکس اغلب به نوشته‌های وی استناد می‌کرد. به احتمال زیاد مارکس هنگام مطالعه آثار سیسموندی با این اصطلاح روبرو شده‌است.
مارکس، در دانشگاه فریدریش ویلهلم برلین تحصیل کرد، اصطلاح پرولتاریا را در نظریه سیاسی اجتماعی خود (مارکسیسم) به کار برد تا طبقه کارگر مترقی را که به مالکیت خصوصی آلوده نیست و قادر به اقدام انقلابی برای سرنگونی سرمایه‌داری و از بین بردن است، توصیف کند.
پرولتاریا طبقه‌ای است از جامعه که هزینهٔ زندگانی خود را منحصراً از فروش نیروی کار خود بدست می‌آورد نه از منافع یک سرمایه، یعنی آن طبقه که خوشی و درد، زندگی و مرگ و تمامی افراد آن مربوط می‌باشد به وجود کار، پرولتاریا «مولد ارزش» به‌شمار می‌رود اما سهمی از «ارزش» و «سود» نمی‌برد. مارکسیسم تقابل این طبقه با بورژوازی را طبیعت تاریخ برمی‌شمرد.
مارکس و انگلس پرولتاریا را تنها به معنای کارگران تهیدست صنعتی بکار می‌بردند، ولی در جریان انقلاب روسیه و به ویژه انقلاب چین که تکیه‌گاه عمدهٔ آن دهقانان بی‌زمین و تهیدست بود، مفهوم «پرولتاریای دهقانی» به عنوان نیروی متحد «پرولتاریای صنعتی» پدید آمد و جنبش‌های انقلابی در جهان سوم، با نبود پرولتاریای صنعتی، تکیه‌گاه اصلی خود را «پرولتاریای دهقانی» قرار دادند.
از دیدگاه مارکسیسم، پرولتاریا و بورژوازی در منصب‌های ضد هم قرار دارند چون (برای مثال) در حالی که کارگران کارخانه‌ها ناخودآگاه تمایل زیادی به افزایش حقوق دارند، صاحبان آنها برعکس دوست دارند حقوق پرداختی کارگران تا جای ممکن پایین باشد.